# (124075) Ketelsen
Pour les articles homonymes, voir Ketelsen.
(124075) Ketelsen est un astéroïde de la ceinture principale.

## Description
(124075) Ketelsen est un astéroïde de la ceinture principale. Il fut découvert le 15 avril 2001 à l'Observatoire Junk Bond par David Healy. Il présente une orbite caractérisée par un demi-grand axe de 3,06 UA, une excentricité de 0,14 et une inclinaison de 0,5° par rapport à l'écliptique.

## Compléments